# Ctenomys lami
Ctenomys lami é uma espécie de mamífero da família Ctenomyidae. Endêmica do Brasil, onde pode ser encontrada na coxilha das Lombas no estado do Rio Grande do Sul.